# Royal Ottawa Mental Health Centre
Le Royal Ottawa Mental Health Centre (ROMHC), communément appelé « The Royal », est un centre de santé mentale situé à Ottawa en Ontario au Canada. L'hôpital a d'abord été fondé en tant que Lady Grey Hospital en 1910 et fut renommé en Royal Ottawa Hospital en 1969.